# Alfred Fuchs (lékař)
Alfred Fuchs (2. srpna 1870 Karlín – 5. října 1927 Vídeň) byl česko-rakouský neurolog a psychiatr.
Zvláště významné jsou jeho výzkumy týkající se mozkomíšního moku, zkoumání pomocí Fuchs-Rosenthalovy čítací komory a měření velikosti očních zorniček.

## Život
Alfred Fuchs studoval medicínu na univerzitách v Praze a ve Vídni a roku 1894 byl promován s titulem doktora medicíny. Od roku 1900 působil v sanatoriu Purkersdorf jako asistent Richarda von Krafft-Ebinga (jehož výzkumy po smrti vydal tiskem) a Julia Wagnera von Jauregg.
Roku 1905 se habilitoval jako psychiatr a neurolog a roku 1912 se stal profesorem.
Až do své smrti v roce 1927 pracoval v Obersteinském sanatori v Döblingu.

## Spisy
- Therapie der anomalen vita sexualis bei Männern mit specieller Berücksichtigung der Suggestivbehandlung. Mit einem Vorwort v. Prof. v. Krafft-Ebing, Stuttgart 1899
- Die Messung der Pupillengrösse und Zeitbestimmung der Lichtreaktion der Pupillen bei einzelnen Psychosen und Nervenkrankheiten. Eine klinische Studie, Leipzig 1904
- Einführung in das Studium der Nervenkrankheiten, Wien 1911
- Psychopathia Sexualis. Mit besonderer Berücksichtigung der konträren Sexualempfindung. Eine medizinisch-gerichtliche Studie für Ärzte und Juristen, Stuttgart, nach Krafft-Ebings Tod Auflage 13 (1907) bis Auflage 15 (1918)
- Die konträre Sexualempfindung u. a. Anomalien d. Sexuallebens, Stuttgart 1926